# 3351 Сміт
3351 Сміт (3351 Smith) — астероїд головного поясу, відкритий 7 вересня 1980 року.
Тіссеранів параметр щодо Юпітера — 3,145.
Названо на честь американського астронавта Майкла Сміта англ. Michael John Smith, (1945-1986)